# Gouvernement Chaves VI
 Andalousie
Chaves V Griñán I
Le gouvernement Chaves VI est le gouvernement de l'Andalousie entre le 21 avril 2008 et le 24 avril 2009, durant la VIIIe législature du Parlement d'Andalousie. Il est présidé par Manuel Chaves.

## Composition
| Fonction                                                      | Nom | Nom                                                                        | Parti  |
| ------------------------------------------------------------- | --- | -------------------------------------------------------------------------- | ------ |
| Président                                                     |     | Manuel Chaves González                                                     | PSOE-A |
| Premier vice-président Conseiller à la Présidence             |     | Gaspar Zarrías Arévalo                                                     | PSOE-A |
| Second vice-président Conseiller à l'Économie et aux Finances |     | José Antonio Griñán Martínez                                               | PSOE-A |
| Conseiller à l'Innovation, à la Science et à l'Entreprise     |     | Francisco Vallejo Serrano                                                  | PSOE-A |
| Conseillère à l'Intérieur                                     |     | Clara Eugenia Aguilera García                                              | PSOE-A |
| Conseillère à la Justice et à l'Administration publique       |     | Evangelina Naranjo Márquez                                                 | PSOE-A |
| Conseiller aux Travaux publics et aux Transports              |     | María del Mar Moreno Ruiz (jusqu'au 08/07/2008) Luis Manuel García Garrido | PSOE-A |
| Conseiller au Logement et à l'Aménagement du territoire       |     | Juan Espadas Cejas                                                         | PSOE-A |
| Conseiller à l'Emploi                                         |     | Antonio Fernández García                                                   | PSOE-A |
| Conseiller au Tourisme, au Commerce et aux Sports             |     | Luciano Alonso Alonso                                                      | PSOE-A |
| Conseiller à l'Agriculture et à la Pêche                      |     | Martín Soler Márquez                                                       | PSOE-A |
| Conseillère à la Santé                                        |     | María Jesús Montero Cuadrado                                               | PSOE-A |
| Conseillère à l'Éducation                                     |     | María Teresa Jiménez Vílchez                                               | PSOE-A |
| Conseillère à l'Égalité et au Bien-être social                |     | Micaela Navarro Garzón                                                     | PSOE-A |
| Conseillère à la Culture                                      |     | Rosario Torres Ruiz                                                        | PSOE-A |
| Conseillère à l'Environnement                                 |     | María Cinta Castillo Jiménez                                               | PSOE-A |